# اسکورپیون (مورتال کامبت)
اسکورپیون (به انگلیسی: Scorpion)با نام پیش از مرگ (هانزو هاساشی) یکی از شخصیت‌های ساختگی مجموعه بازی ویدئویی مورتال کامبت است که برای اولین بار در نخستین قسمت این مجموعه در سال ۱۹۹۲، به عنوان یکی از هفت شخصیت آغازین معرفی شد. در داستان بازی او یک شبح نینجای از مرگ بازگشته است که به دنبال انتقام مرگ خودش، و همچنین انتقام قتل‌عام خانواده و قبیله‌اش شیرای ریو «Shirai Ryu» که توسط قبیله رقیبش لین کوئی«Lin Keui» و به دست ساب-زیرو که بعدها مشخص شد کار (کوان چی) است، می‌باشد. اما این داستان در بازی مورتال کمبت ۱ که در سال 
۲۰۲۳ عرضه شد تغییر کرد.در این نسخه کوای لیانگ اسکورپیون هستش و بردارش بی هان دوباره در نقش ساب زیزو قرار دارد
اسکورپیون به عنوان یکی از محبوب‌ترین شخصیت‌های سری بازی‌های مورتال کامبت به‌شمار می‌رود و در همهٔ نسخه‌های این بازی به غیر از نسخه اصلی مورتال کامبت ۳ (۱۹۹۵)، در میان شخصیت‌های اصلی ایفای نقش کرده‌است. به همین ترتیب نماد اسکورپیون به عنوان لوگوی اصلی استودیوی ندررالم، که جانشین کمپانی قدیمی میدوی گیمز است استفاده می‌شود. او همین‌طور در سال ۲۰۱۱ بر روی پوستر مورتال کامبت ۹ در کنار ساب زیرو، و در نسخه مورتال کامبت اکس گنجانده شده‌است. همچنین او به عنوان شخصیت مهمان در بازی‌هایی به غیر از مورتال کامبت نظیر بی‌عدالتی: خدایان میان ما در کنار ابر قهرمان‌های هالیوودی نظیر بتمن و سوپرمن حضور دارد. 

## پیش از مرگ
اسکورپیون زمانی انسانی به نام هانزو هاساشی بود که عضو یک قبیله نینجای ژاپنی به نام شیرای ریو بود، قبیله‌ای که به خاطر آوردن نینجیتسو و سایر رازهای هنرهای رزمی چین به ژاپن شناخته می‌شود. در یک روز نحس او به همراه خانواده و قبیله‌اش توسط کوان چی و خادمانش قتل‌عام شد. این اتفاق توطئه‌ای بود که به ساب-زیرو، اساسین شناخته شده لین کوئی نسبت داده شد. پس از آن روح اسکورپیون به ندررلم منتقل شد، اما او به شکلی ناگهانی و مرموز توسط کوان چی احیا شد.

## پس از مرگ
اسکورپیون پس از مرگش به یک شبح جهنمی تبدیل شد که به دنبال گرفتن انتقام از کسانی بود که قبیله و اعضای خانواده‌اش را نابود کرده بودند. با وجود ظاهر پلیدی که او دارد اما او ذاتاً فرد پلیدی نیست. او به این خاطر به نیروهای اهریمنی ملحق شده‌است چون آن‌ها به او قول احیای قبیله‌اش روی زمین را داده‌اند، یا برای این که فرصتی برای گرفتن انتقام داشته باشد. اسکورپیون در مسیر اهداف خود به‌طور مستقیم و غیر مستقیم به قهرمانان بازی نیز کمک کرده‌است.

## تاریخچه
او در قبیله نینجاهای شیرای ریو در ژاپن به دنیا آمد. این موضوع به خوبی مشخصه که پدر هانزو هاساشی (Hanzo Hasashi) که خودش سابقاً عضو گروه شیرایی ریو (Shirai Ryu) بود؛ وقتی فهمید پسرش می‌خواهد به گروه بپیوندد؛ هانزو رو به عنوان پسر خودش انکار کرد؛ چرا که نمی‌خواست پسرش به عنوان یک قاتل در گروه عضو شود و آرزوی این را داشت که وی برخلاف خودش، زندگی آرامی داشته باشد. با این حال هانزو به گروه نینجاها پیوست.
هانزو بین قبیله یکی از بهترین شینوبی‌ها بود و به دلیل مهارت‌های باور نکردنیش در نینجوتسو، لقب «عقرب» را به دست آورد. او همیشه سعی می‌کرد تا برای افتخار آفرینی برای رئیس قبیله و گروه تلاش کند؛ با این حال وقتی هانزو از سوی جادوگر پست یعنی کوان چی مأموریت پیدا کرد تا نقشه مقدس عناصر و الواح رو از معبد شائولین بدزدد؛ او توسط یکی از جنگجویان لین کوای (Lin Kuei) به نام ساب زیرو به‌طور وحشیانه کشته شد. درنتیجه خانواده و قبیله او توسط کوان چی که به لین کوای قول داده بود؛ به‌طور فجیع تارومار شد. روح هانزو به قلمرو زیرین فرستاده شد و در اونجا طلسم گشت.
بعدها به وسیلهٔ کوان چی برای استفاده به عنوان جنگجو برای اهداف شائو کان از مرگ بازگردانده می‌شود. او به وسیلهٔ جادو در جهنم احیاء شده و به دنیا بازمی‌گردد تا در راه اهداف شائو کان بجنگد، اما او از این فرمان سر باز می‌زند و هدف اصلی خود را انتقام از ساب-زیرو تعیین می‌کند. به همین دلیل وارد مسابقات مورتال کامبت می‌شود. او هیچگونه یار و احساسی نداشته، بسیار قدرتمند و خشن است و تنها احساسی که در او وجود دارد حس انتقام است. اما در وقایع مورتال کامبت اکس به زندگی بازمی‌گردد و دوباره قبیله اش را بازسازی می‌کند و به عنوان یک استاد تربیت تاکه دا فرزند کنشی را بر عهده می‌گیرد.

## چهره
اسکورپیون وقتی ماسک بر صورت دارد، در ظاهر مثل یک انسان عادی است اما این تنها یک خیال است و تنها استخوان‌های او از فرم اصلی‌اش باقی مانده که گاهی مشتعل می‌شوند. با این حال در صورتی که او بر شیاطین خود پیروز شود می‌تواند ظاهر انسانی خود را به‌طور کامل بازیابد.

## سبک مبارزه
منبع نیروی او آتش است و «طناب سوسمار» معروفترین شگرد و تکنیک او می‌باشد. از قدرت‌های ویژه او در سری مورتال کامبت می‌توان به طناب سوسمار، احضار آتش جهنم، لگدوارویی و مشت دورنوردی اشاره کرد. او از یک شمشیر نینجا به نام کاتانا استفاده می‌کند. از معروفترین فیتالتی‌های اسکورپین نیز می‌توان به toasty اشاره کرد. این فیتالتی تقریباً در بیشتر بازی‌های سری قابل اجرا بوده‌است.

## مورتال کمبت (۲۰۱۱)
اسکورپیون شبحی از ندررلم است و زمانی انسانی به نام هانزو هاساشی بوده‌است. او عضو یک قبیله نینجاهای ژاپنی به نام شیرای ریو بود، قبیله‌ای که به خاطر آوردن نینجیتسو و سایر رازهای هنرهای رزمی چین به ژاپن شناخته می‌شود. در یک روز نحس او به همراه خانواده و قبیله‌اش توسط کوان چی و خادمانش قتل‌عام شد. این اتفاق توطئه‌ای بود که به ساب-زیرو، اساسین شناخته شده لین کوئی نسبت داده شد. پس از آن روح اسکورپیون به ندررلم منتقل شد، اما او به شکلی ناگهانی و مرموز توسط کوان چی احیا شد.
اسکورپیون تحت فرمان کوان چی به تورنومنت شنگ سونگ وارد شد تا انتقام مرگ خود و خاندانش را از ساب-زیرو(بی‌هان) بگیرد. او پس از چند مبارزه در نهایت آمادهٔ مبارزه با ساب-زیرو شد. ریدن که تصاویری از آینده را دیده بود، پی برد که نبرد این دو با مرگ ساب-زیرو(بی‌هان) همراه خواهد بود و ساب-زیرو(بی‌هان) بعداً به عنوان نوب سایبات احیا خواهد شد. به همین سبب ریدن از اسکورپیون خواست تا تنها به شکست ساب-زیرو رضایت دهد و او را نکشد. درخواست اولیه ریدن با مخالفت اسکورپیون روبرو شد اما ریدن با وعده‌ای او را راضی کرد. ریدن وعده داد که از خدایان ارشد برای بازیابی شیرای ریو به قلمروی فانیان کمک بخواهد.
اسکورپیون در تقابل با ساب-زیرو(بی‌هان) موفق به شکست این مبارز یخی شد و بنا بر قولی که به ریدن داده بود قصد بخشیدن جان او را داشت. اما در همین زمان کوان چی در محل حاضر شد و با نشان دادن تصاویر و توهماتی از مرگ خانوادهٔ اسکورپیون توسط ساب-زیرو(بی‌هان) او را وادار کرد تا قول خود را بشکند و ساب-زیرو(بی‌هان) را بکشد.
در پایان اولین تورنومنت اسکورپیون در کنار کوان چی در مقابل آخرین جنگجوی ارث‌رلم یعنی لیو کانگ قرار گرفت. اسکورپیون با وجود ترکیب شدن قدرت کوان چی باز هم نتوانست مانع پیروزی لیو کانگ شود.
در زمان تورنومنت شائو کان، اسکورپیون مقابل برادر جوان‌تر ساب-زیرو یعنی کوآی لیانگ قرار گرفت، کسی که برای گرفتن انتقام برادرش آمده بود. ساب-زیروی جوان بر اسکوریپون غلبه کرد اما قبل از این که بتواند او را بکشد با هجوم سایبورگ‌ها به ساب-زیرو(کوآی‌ لیانگ) ، اسکورپیون فرصتی برای فرار کردن پیدا کرد.

## در فیلم‌های سینمایی
شخصیت اسکورپیون در دو فیلم سینمایی مورتال کامبت (فیلم ۱۹۹۵) و مورتال کامبت (فیلم ۲۰۲۱)، تنها فیلم‌های ساخته شده در مجموعهٔ مرتال کامبت، حضور داشته‌است. نقش اسکورپیون در این فیلم‌ها را به ترتیب کریس کاساماسا و هیرویوکی سانادا بازی کرده‌اند.